# Campeonato de España de Invierno de Natación 2022
El LXVI Campeonato de España de Invierno de Natación se celebró en Sabadell entre el 16 y el 18 de diciembre de 2022 bajo la organización de la Real Federación Española de Natación (RFEN) y el Club Natació Sabadell.
Las competiciones se realizaron en el Centre Can Llong de la ciudad catalana.

## Resultados

### Masculino
| Evento                    | Oro                                                                                     | Plata                                                                                                | Bronce                                                                                         |
| ------------------------- | --------------------------------------------------------------------------------------- | --- | ---------------------------------------------------------------------------------------------- |
| 50 m libre (18.12)        | Konrad Czerniak Madrid N. C. 21,41                                                      | Óscar Pascual Madrid N. C. 21,75                                                                     | Joan Casanovas C. N. Sabadell 21,96                                                            |
| 100 m libre (16.12)       | Adrián Villalba C. N. Madrid Moscardó 48,15                                             | Nacho Campos C. D. Nados Castellón 48,16                                                             | Moritz Berg Real Canoe N. C. 48,25                                                             |
| 200 m libre (17.12)       | Moritz Berg Real Canoe N. C. 1:44,86                                                    | Francisco Arévalo Madrid N. C. 1:45,25                                                               | Nacho Campos C. D. Nados Castellón 1:45,76                                                     |
| 400 m libre (17.12)       | Carlos Quijada Real Canoe N. C. 3:45,09                                                 | Guillem Pujol C. N. Mataró 3:47,24                                                                   | Ferran Julià C. N. Sabadell 3:47,64                                                            |
| 800 m libre (18.12)       | Carlos Quijada Real Canoe N. C. 7:44,82                                                 | Albert Escrits C. N. Sant Andreu 7:45,01                                                             | Guillem Pujol C. N. Mataró 7:48,59                                                             |
| 1500 m libre (16.12)      | Guillem Pujol C. N. Mataró 15:04,68                                                     | Ángel De Oña C. D. N. Inacua Málaga 15:08,08                                                         | Raúl Santiago C. N. Sant Andreu 15:11,29                                                       |
| 50 m espalda (17.12)      | Alejandro Calderón C. N. Terrassa 23,68                                                 | Adrián Santos C. N. Sant Andreu 23,82                                                                | Manuel Martos C. N. Sabadell 24,30                                                             |
| 100 m espalda (16.12)     | Alejandro Calderón C. N. Terrassa 52,11                                                 | Adrián Santos C. N. Sant Andreu 52,18                                                                | Manuel Martos C. N. Sabadell 52,27                                                             |
| 200 m espalda (18.12)     | Manuel Martos C. N. Sabadell 1:53,36                                                    | Diego Mira C. N. Sabadell 1:53,70                                                                    | Pedro Sánchez C. N. Tenis Elche 1:53,74                                                        |
| 50 m braza (16.12)        | Jaime Morote Real Canoe N. C. 27,31                                                     | Íñigo Marina C. D. N. Inacua Málaga 27,68                                                            | Patrick Pelegrina C. N. Lleida 27,88                                                           |
| 100 m braza (17.12)       | Jaime Morote Real Canoe N. C. 59,15                                                     | Álvaro Gómez C. N. Madrid Moscardó 1:00,33                                                           | Patrick Pelegrina C. N. Lleida 1:00,34 RN                                                      |
| 200 m braza (18.12)       | Jaime Morote Real Canoe N. C. 2:07,61                                                   | Álex Castejón C. N. Sabadell 2:09,50                                                                 | Mikel Bonal KZM S. T. 2:10,63                                                                  |
| 50 m mariposa (17.12)     | Konrad Czerniak Madrid N. C. 23,04                                                      | Alberto García Madrid N. C. 23,32                                                                    | Beltrán Rodríguez Madrid N. C. 23,39                                                           |
| 100 m mariposa (18.12)    | Miguel Martínez Real Canoe N. C. 52,26                                                  | Jorge Otaiza C. N. Barcelona 52,29                                                                   | Arbidel González C. N. Barcelona 52,31                                                         |
| 200 m mariposa (16.12)    | Miguel Martínez Real Canoe N. C. 1:53,72                                                | Arbidel González C. N. Barcelona 1:56,23                                                             | Guillermo Perosanz C. N. Sabadell 1:57,76                                                      |
| 100 m estilos (18.12)     | Joan Casanovas C. N. Sabadell 53,37                                                     | Nacho Campos C. D. Nados Castellón 54,54                                                             | Moritz Berg Real Canoe N. C. 54,56                                                             |
| 200 m estilos (17.12)     | Marc Sánchez C. N. Voltor Balear 1:56,33                                                | Joan Casanovas C. N. Sabadell 1:57,21                                                                | Arbidel González C. N. Barcelona 1:57,99                                                       |
| 400 m estilos (16.12)     | Joan Lluís Pons C. N. Sant Andreu 4:08,17                                               | Álex Castejón C. N. Sabadell 4:10,05                                                                 | Arbidel González C. N. Barcelona 4:12,04                                                       |
| 4 × 50 m libre (18.12)    | Madrid N. C. Konrad Czerniak Beltrán Rodríguez Óscar Pascual Francisco Arévalo 1:26,12  | Real Canoe N. C. Moritz Berg Juan Francisco Segura Alejandro Villarejo Martín Santiago Gómez 1:28,46 | C. N. Terrassa Alejandro Calderón Guillem Ramia César Castro Adrià Roy 1:28,63                 |
| 4 × 100 m libre (17.12)   | Madrid N. C. Francisco Arévalo Konrad Czerniak Óscar Pascual Beltrán Rodríguez 3:11,81  | C. N. Terrassa César Castro Guillem Ramia Alejandro Calderón Adrià Roy 3:14,40                       | Real Canoe N. C. Moritz Berg Martín Santiago Gómez Juan Francisco Segura Alonso Carazo 3:14,52 |
| 4 × 200 m libre (16.12)   | C. N. Terrassa César Castro Miguel Durán Ferran Siré Guillem Ramia 7:06,18              | C. N. Sabadell Ferran Julià Marcos Gil Marcos Sánchez Joan Casanovas 7:08,20                         | Real Canoe N. C. Carlos Quijada Moritz Berg Martín Santiago Gómez Miguel Martínez 7:08,48      |
| 4 × 50 m estilos (16.12)  | Real Canoe N. C. Juan Francisco Segura Jaime Morote Miguel Martínez Moritz Berg 1:36,05 | Madrid N. C. Javier Romero Mario Navea Konrad Czerniak Beltrán Rodríguez 1:36,82                     | C. N. Sabadell Manuel Martos Álex Castejón Álex Ramos Joan Casanovas 1:37,37                   |
| 4 × 100 m estilos (18.12) | Real Canoe N. C. Juan Francisco Segura Jaime Morote Miguel Martínez Moritz Berg 3:31,11 | C. N. Sabadell Manuel Martos Álex Castejón Álex Ramos Joan Casanovas 3:31,70                         | Madrid N. C. Alberto García Mario Navea Konrad Czerniak Beltrán Rodríguez 3:32,61              |

### Femenino
| Evento                    | Oro                                                                                       | Plata                                                                                   | Bronce                                                                                      |
| ------------------------- | ----------------------------------------------------------------------------------------- | --------------------------------------------------------------------------------------- | ------------------------------------------------------------------------------------------- |
| 50 m libre (18.12)        | Marta González C. N. Sant Andreu 24,99                                                    | Rosa Peris C. N. Castalia Castellón Costa Azahar 25,38                                  | Diana Santamaría C. D. N. Inacua Málaga 25,60                                               |
| 100 m libre (16.12)       | Signe Bro C. E. Mediterrani Ainhoa Campabadal C. N. Sant Andreu 54,30                     | —                                                                                       | Marta González C. N. Sant Andreu 54,57                                                      |
| 200 m libre (17.12)       | Signe Bro C. E. Mediterrani 1:55,87                                                       | Alba Herrero C. N. Tenis Elche 1:57,00                                                  | Ainhoa Campabadal C. N. Sant Andreu 1:57,08                                                 |
| 400 m libre (17.12)       | Paula Juste C. N. Lleida 4:05,69                                                          | Alba Herrero C. N. Tenis Elche 4:06,96                                                  | Ángela Martínez KZM S. T. 4:07,56                                                           |
| 800 m libre (16.12)       | Ángela Martínez KZM S. T. 8:21,55                                                         | Marta Carmona C. N. Albacete 8:23,33                                                    | Jimena Pérez C. N. Barcelona 8:28,06                                                        |
| 1500 m libre (18.12)      | Marta Carmona C. N. Albacete 16:04,52                                                     | Ángela Martínez KZM S. T. 16:05,64                                                      | Candela Sánchez C. D. Gredos San Diego 16:34,82                                             |
| 50 m espalda (17.12)      | Mireia Pradell C. N. Barcelona 27,31                                                      | Nahia Garrido Tolosaldea I. K. T. 28,04                                                 | Tamara Frías R. C. Náutico de Motril 28,21                                                  |
| 100 m espalda (16.12)     | Mireia Pradell C. N. Barcelona 59,18                                                      | Nahia Garrido Tolosaldea I. K. T. 59,35                                                 | Emma Carrasco C. N. Sant Andreu 1:00,20                                                     |
| 200 m espalda (18.12)     | Nahia Garrido Tolosaldea I. K. T. 2:07,96                                                 | Paula González R. C. N. Delfín 2:10,24                                                  | Marta Beesmans C. D. Gredos San Diego 2:10,73                                               |
| 50 m braza (16.12)        | María Ramos C. D. Gredos San Diego 29,73 RN                                               | Txell Domènech C. E. Mediterrani 30,81                                                  | Jessica Vall C. N. Sant Andreu 31,00                                                        |
| 100 m braza (17.12)       | María Ramos C. D. Gredos San Diego 1:05,29                                                | Jessica Vall C. N. Sant Andreu 1:06,07                                                  | Laura Rodríguez C. N. Mijas 1:07,83                                                         |
| 200 m braza (18.12)       | Laura Rodríguez C. N. Mijas 2:24,07                                                       | Jessica Vall C. N. Sant Andreu 2:24,76                                                  | María Ramos C. D. Gredos San Diego 2:25,38                                                  |
| 50 m mariposa (17.12)     | Laura Amor C. E. Mediterrani 26,91                                                        | Rosa Peris C. N. Castalia Castellón Costa Azahar 26,97                                  | Amaia Cendoya C. D. N. Bidasoa XXI 26,98                                                    |
| 100 m mariposa (18.12)    | Paula Juste C. N. Lleida 59,26                                                            | Maider Redin C. N. Easwim 1:00,00                                                       | Paula Martínez C. D. Gredos San Diego 1:00,01                                               |
| 200 m mariposa (16.12)    | Paula Juste C. N. Lleida 2:09,66                                                          | María Victoria Yegres C. N. Barcelona 2:11,17                                           | Júlia Pujadas C. N. Sant Andreu 2:12,75                                                     |
| 100 m estilos (16.12)     | María Ramos C. D. Gredos San Diego 1:01,06                                                | Emma Carrasco C. N. Sant Andreu 1:01,36                                                 | Mireia Pradell C. N. Barcelona 1:01,60                                                      |
| 200 m estilos (17.12)     | Emma Carrasco C. N. Sant Andreu 2:10,55                                                   | Paula Juste C. N. Lleida 2:11,27                                                        | Alba Vázquez C. N. Churriana 2:12,92                                                        |
| 400 m estilos (18.12)     | Paula Juste C. N. Lleida 4:36,19                                                          | Jimena Pérez C. N. Barcelona 4:37,93                                                    | Emma Carrasco C. N. Sant Andreu 4:38,16                                                     |
| 4 × 50 m libre (18.12)    | C. N. Sant Andreu Ainhoa Campabadal Alba Guillamón Marta González Júlia Pujadas 1:41,91   | C. N. Barcelona María Victoria Yegres Mireia Pradell Ester Muñoz Carla Ramos 1:43,19    | C. E. Mediterrani Inès Laurent Txell Domènech Laura Amor Adriana Aznar 1:43,83              |
| 4 × 100 m libre (16.12)   | C. N. Sant Andreu Júlia Pujadas Ainhoa Campabadal Alba Guillamón Marta González 3:40,21   | C. E. Mediterrani Signe Bro Laura Amor Adriana Aznar Txell Domènech 3:43,16             | C. N. Barcelona María Victoria Yegres Mireia Pradell Ester Muñoz Carla Ramos 3:45,80        |
| 4 × 200 m libre (17.12)   | C. N. Sant Andreu Júlia Pujadas Marta González Celeste Guerrero Ainhoa Campabadal 8:00,62 | C. N. Terrassa Esther Morillo Gisela Rodríguez Aïda López Andrea Galisteo 8:10,40       | C. N. Barcelona María Victoria Yegres Mireia Pradell Catalina Ghiretti Rut Palacios 8:12,36 |
| 4 × 50 m estilos (16.12)  | C. N. Sant Andreu Emma Carrasco Jessica Vall Alba Guillamón Marta González 1:50,44        | C. D. Gredos San Diego Arantxa Davis María Ramos Isabel Fernández Ilona Le Guen 1:52,70 | C. N. Barcelona Mireia Pradell Carla Ramos María Victoria Yegres Ester Muñoz 1:53,06        |
| 4 × 100 m estilos (18.12) | C. N. Sant Andreu Emma Carrasco Jessica Vall Alba Guillamón Marta González 4:00,25        | C. E. Mediterrani Àneu Ferrer Txell Domènech Laura Amor Adriana Aznar 4:05,30           | C. N. Terrassa Carla Seco Laura Díaz Andrea Feng Prades Esther Morillo 4:07,36              |

### Mixto
| Evento                   | Oro                                                                                       | Plata                                                                         | Bronce                                                                                |
| ------------------------ | ----------------------------------------------------------------------------------------- | ----------------------------------------------------------------------------- | ------------------------------------------------------------------------------------- |
| 4 × 50 m libre (17.12)   | C. N. Sant Andreu Adrián Santos Gerard Hernández Marta González Ainhoa Campabadal 1:34,05 | C. N. Sabadell Álex Ramos Joan Casanovas Nerea Ibáñez Carlota Colomer 1:34,81 | Real Canoe N. C. Moritz Berg Juan Francisco Segura Carla Lanza Carmen Herrero 1:35,06 |
| 4 × 50 m estilos (17.12) | C. N. Sant Andreu Adrián Santos Jessica Vall Alba Guillamón Gerard Hernández 1:43,23      | C. N. Sabadell Manuel Martos Marina García Álex Ramos Nerea Ibáñez 1:43,61    | C. D. Gredos San Diego Javier Arauz María Ramos Isabel Fernández Mario Pérez 1:43,72  |